# Metilia
Metilia es un género de mantis de la familia Acanthopidae. Este género de mantis del orden Mantodea,  tiene 5 especies reconocidas.

## Especies
- Metilia adusta (Gerstaecker, 1889)
- Metilia amazonica (Beier, 1930)
- Metilia boliviana (Werner, 1927)
- Metilia brunnerii (Saussure, 1871)
- Metilia integra (Stal, 1877)